# Gâteau d'Halloween

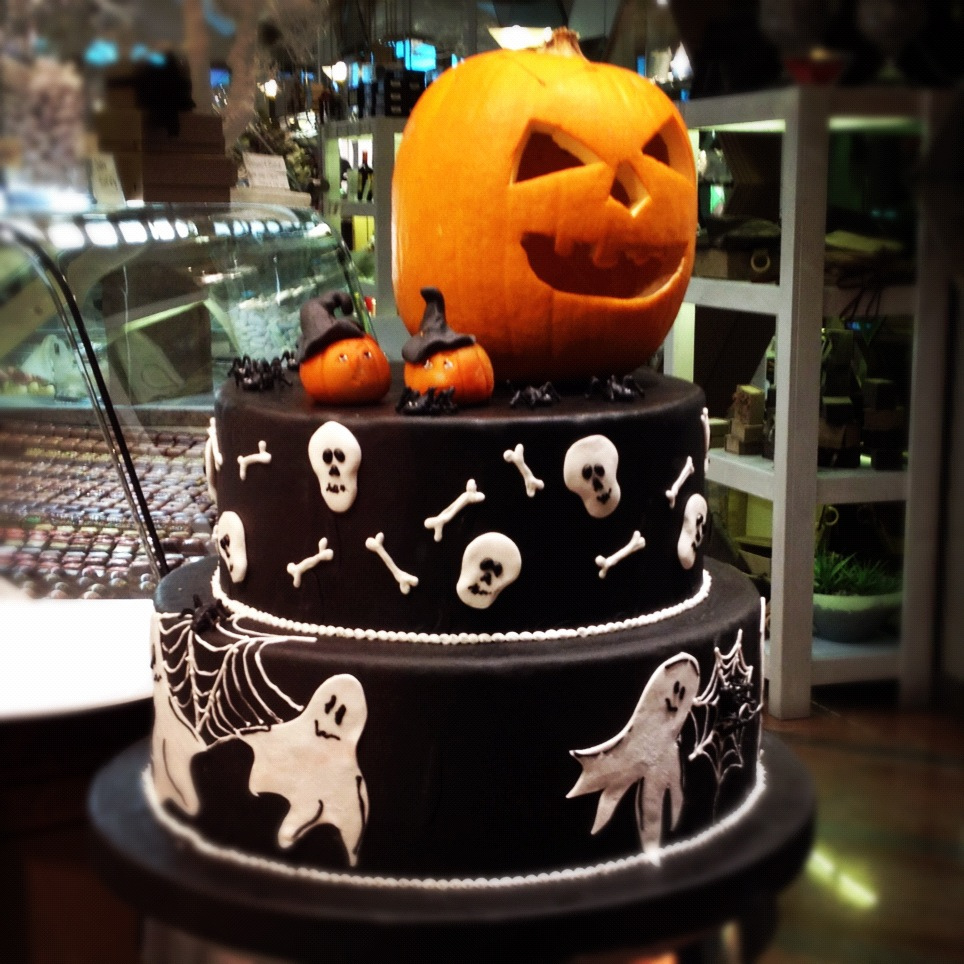
Un gâteau d'Halloween décoré avec des fantômes, toiles d'araignées, squelettes, jack-o'-lanterns.

Un gâteau d'Halloween est un gâteau décoré de symboles d'Halloween. Il peut être préparé aux couleurs d'Halloween comme le noir et orange, et peut-être décoré de diverses manières. Il peut faire partie des décorations d'Halloween dans les foyers qui célèbrent cette fête.

## Description
Le gâteau d'Halloween est préparé avec les symboles et les thèmes d'Halloween. Il peut être préparé avec une coloration orange et noire au niveau du gâteau et du glaçage, car la couleur orange est de manière traditionnelle associée aux citrouilles d'Halloween, qui sont utilisées pour créer des jack-o'-lanterns. Le noir est une autre couleur traditionnelle d'Halloween, souvent associé au thème des cimetières, entre autres. Des colorants peuvent être utilisés dans le glaçage,. Les gâteaux aux carottes sont parfois préparés comme des gâteaux d'Halloween, par leur coloration orange. Ils sont parfois préparés comme gâteaux aux épices, gâteaux au chocolat, gâteaux au pudding, et cheesecakes. Le gâteau d'Halloween peut être préparé en tant que layer cake et également en tant que cake pop et cupcake.